# Либеро
Либеро (it. libero-слободан) је један од шест играча у одбојци који слободно може да се креће по свим зонама терена. Главна функција ове позиције у тиму је одбрана у пољу и пријем сервиса. Њега је лако препознати на терену јер носи различиту боју дреса од својих саиграча и увек се налази у задњем делу терена где може заменити било ког играча.

## Историја
Након Олимпијских игара у Атланти 1996. Светска одбојкаша федерација је за предстојеће Олимпијске игре у Сиднеју 2000. године увела новог специјалног играча: ЛИБЕРА.
Либеро је уведен да би уз помоћ боље одбране поља поени дуже трајали и да би се дала прилика и нижим играчима који у данашње време немају велике шансе успети као нападачи или играчи прве линије.

## Правила
Либеро не може да сервира, блокира нити напада лопту изнад мреже, а не може ни дизати изнад главе унутар три метра од мреже, јер у том случају нападач не сме нападати лопту изнад горње сајле, али либеро игре врло важну улогу у пријему противничког сервиса и одбрани поља. Либеро, због свега наведеног, не сме имати поен у току утакмице. 
Либеро излази из игре када сервира играч којег он мења у другој зони. Та измена се не рачуна у ограничени број замена које сваки тим има у оквиру једног сета. Једини услов је да се играч ког либеро мења мора вратити у игру када овај излази. Либеро се у тим ситуацијама обично мења са неким од блокера.

### Карактеристике
- изузетна агилност и координација (равнотежа, осећај дубине и ширине простора, брза реакција).
- правилна техника доњег подлактичног одбијања у различитим ставовима и у свим врстама приземљења.

## Подлактично одбијање
Примењује се код примања противничког сервиса, одбране поља и према одбијених лопти од блока. Руке се спајају у тзв. „чекић“, подлактице су паралелне и унутрашњи део подлактица је окренут према горе. Овај начин одбијања се користи за први додир с лоптом код пријема сервиса и за ефикасну одбрану поља код смечирања противничких нападача. У данашње време када је уведен либеро као играч специјализован за ову технику, либеро преузима главни део одбране терена како у пријему сервиса тако и у одбрани од противничког смеча.